# Verdelit
Verdelit – rzadki minerał z grupy turmalinów, odmiana elbaitu o kolorze od jasno do ciemnozielonego. Nazwa pochodzi od łacińskiego verde oznaczającego zielony i greckiego lithos, czyli skała. 

## Charakterystyka
Własności fizyczne i chemiczne są takie same jak turmalinów. Jest przezroczysty albo przeświecający. Czasami tworzy charakterystyczne, promieniste skupienia, znane jako tzw. słońca turmalinowe. Do jego wyjątkowych odmian należą tureckie główki oraz turmalin arbuzowy.

## Występowanie
Najczęściej występuje w pegmatytach i granitach. Spotykany także w skałach metamorficznych (łupki biotytowe i sporadycznie gnejsy) oraz utworach aluwialnych. Współwystępuje zwykle z kwarcem, albitem i muskowitem.

## Miejsca występowania
Klasyczną i zarazem najlepszą lokalizacją występowania zielonych turmalinów jest stan Minas Gerais w Brazylii. Stwierdzony licznie na obszarze Stanów Zjednoczonych (przede wszystkim Kalifornii, Connecticut i Maine). Został także odkryty na terenie Afganistanu, Australii, Chin, Czech, Finlandii, Francji, Niemiec, Indii, Włoch, Japonii, Kenii, Madagaskaru, Mozambiku, Nigerii, Korei Północnej, Tanzanii, Namibii, Zambii, Kazachstanu, Rosji, Hiszpanii, Sri Lanki, Szwecji, Tadżykistanu i Wielkiej Brytanii.